# Dee Andros
Demosthenes Konstandies Andrecopoulos (Oklahoma City, Oklahoma, 1924. október 17. – Corvallis, Oregon, 2003. október 22.) amerikai amerikaifutball-játékos és -edző, atlétikai igazgató.

## Fiatalkora
Görög bevándorló apa középső gyermekeként született, az Oklahoma City-i Középiskolában érettségizett. A tengerészgyalogság szakácsa volt, de egy hónapig harcolt az Ivo Dzsima-i csatában és kitüntették a Bronze Star Medallal. Jelen volt, amikor a Szuribacsi-hegyen kitűzték az amerikai zászlót.
1946 és 1949 között az Oklahoma Sooners amerikaifutball-játékosa volt. Az 1950-es NFL-draft 14. körében a Chicago Cardinals kiválasztotta. Bátyja, Plato Andros szintén amerikaifutball-játékos, öccse, Gus „Dick” Andros balett-táncos és koreográfus volt.

## Pályafutása
Az 1956-os Sun Bowl idején a Texas Tech Red Raiders, az 1959-es Rose Bowl idején pedig a California Golden Bears edzőhelyettese volt.

### Idaho Vandals
1962-ben, 37 évesen lett az Idaho Vandals amerikaifutball-vezetőedzője. Éves fizetése közel 12 500 dollár volt. Első szezonjában 2–6–1-es eredményt értek el; a következő 5–4-gyel huszonöt év óta az első nyertes évük volt. A szezon utolsó, augusztus 23-ai játéka John Fitzgerald Kennedy meggyilkolása miatt elmaradt. Az első 1964-es mérkőzést megnyerték, de a következő négyet elveszítették.
Ugyan a Vandalsnak nagy szerepe volt a Big Sky Conference 1963-as megalapításában, a konferencia elsősorban a kosárlabdára fókuszált, így az amerikaifutball-csapat továbbra is függetlenként játszott; az első kettő Big Sky-beli szezonjukban mindössze egy konferenciamérkőzést játszottak. Az amerikaifutball-csapat Andros 1965-ös távozását követően kezdett a konferenciában játszani.
1962-ben leigazolta Bud Rileyt, aki később a Vandalsnál és a Beaversnél is védőkoordinátora volt.

### Oregon State Beavers
1965 februárjában az Oregon State Beavers amerikaifutball-vezetőedzője lett. Tizenegy szezonja alatt eredménye 51–64–1 (44,4%-os arány) volt, az Oregon Ducks elleni Civil War 11 játékából kilencet (ebből hetet egymás után) nyert meg. Világos narancs felsője és testalkata miatt „nagy töknek” becézték (a nevet először az 1966-os halloweeni hétvégén játszott mérkőzés után használta egy újságíró).

#### Az 1967-es szezon
Leginkább 1967-es szezonjáról ismert, amikor csapata („a hatalmas gyilkosok”) 7–2–1-es eredménnyel legyőzték a Purdue Boilermakerst és a USC Trojanst. Az 1975-ös szezonig a Rose Bowlon kívüli bowlmérkőzésen nem vehettek részt.
1968 decemberében az Oklahoma State Cowboys munkatársa lett volna és elutasította a Pittsburgh Panters ajánlatát, de végül a Beaversnél maradt.

## Lemondása
1975-ös lemondását követően a Beavers atlétikai igazgatójának nevezték ki. 1985-ig maradt a pozícióban, majd tanácsadó lett, mígnem egészségügyi okok miatt nyugdíjba vonult. Az 1989-es Silver & Gold mérkőzésen ő volt az Idaho Vandals edzője.
1992-ben 1967-es csapata bekerült az OSU dicsőségcsarnokába. 2003-ban a Martin Chaves életműdíjjal tüntették ki. Feleségével, Luella Androsszal egy lányuk (Jeanna) született.

## Eredményei vezetőedzőként
| Év                                          | Eredmény                       | Eredmény                       | Helyezés                       | Rangsor                        | Rangsor                        |   |
| Év                                          | Összesített                    | Konferencia                    | Helyezés                       | Coaches                        | AP                             |   |
| Idaho Vandals (NCAA független)              | Idaho Vandals (NCAA független) | Idaho Vandals (NCAA független) | Idaho Vandals (NCAA független) | Idaho Vandals (NCAA független) | Idaho Vandals (NCAA független) |   |
| ------------------------------------------- | ------------------------------ | ------------------------------ | ------------------------------ | ------------------------------ | ------------------------------ | - |
| 1962                                        | 2–6–1                          | –                              | –                              | –                              | –                              |   |
| Idaho Vandals (Big Sky Conference)          |                                |                                |                                |                                |                                |   |
| 1963                                        | 5–4                            | 1–0                            | –                              | –                              | –                              |   |
| 1964                                        | 4–6                            | 0–0                            | –                              | –                              | –                              |   |
| Idaho:                                      | 11–16–1                        | 1–0                            | –                              | –                              | –                              |   |
| Oregon State Beavers (Pacific-8 Conference) |                                |                                |                                |                                |                                |   |
| 1965                                        | 5–3                            | 1–3                            | 7.                             | –                              | –                              |   |
| 1966                                        | 7–3                            | 3–1                            | T–2.                           | 19                             | –                              |   |
| 1967                                        | 7–2–1                          | 4–1–1                          | T–2.                           | 8                              | 7                              |   |
| 1968                                        | 7–3                            | 5–1                            | 2.                             | 13                             | 15                             |   |
| 1969                                        | 6–4                            | 4–3                            | 4.                             | –                              | –                              |   |
| 1970                                        | 6–5                            | 3–4                            | T–6.                           | –                              | –                              |   |
| 1971                                        | 5–6                            | 3–3                            | 5.                             | –                              | –                              |   |
| 1972                                        | 2–9                            | 1–6                            | 8.                             | –                              | –                              |   |
| 1973                                        | 2–9                            | 2–5                            | T–6.                           | –                              | –                              |   |
| 1974                                        | 3–8                            | 3–4                            | T–5.                           | –                              | –                              |   |
| 1975                                        | 1–10                           | 1–6                            | 7.                             | –                              | –                              |   |
| Oregon State:                               | 51–64–1                        | 30–37–1                        | –                              | –                              | –                              |   |
| Összesen:                                   | 62–80–2                        | –                              | –                              | –                              | –                              | – |

## Fordítás
- Ez a szócikk részben vagy egészben  a   Dee Andros című angol Wikipédia-szócikk ezen változatának fordításán alapul.  Az eredeti cikk szerkesztőit annak laptörténete sorolja fel. Ez a jelzés csupán a megfogalmazás eredetét és a szerzői jogokat jelzi, nem szolgál a cikkben szereplő információk forrásmegjelöléseként.